# Efecto Pauli

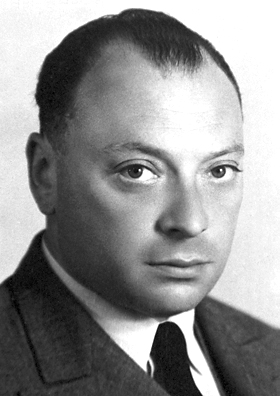
Wolfgang Pauli

El llamado efecto Pauli (más conocido como efecto demo en España) se refiere a las aparentemente misteriosas averías de los equipos técnicos, en presencia de determinadas personas. Fue bautizado con el nombre del físico teórico austriaco Wolfgang Ernst Pauli, en su honor, ya que en su presencia o cercanía, con frecuencia se averiaban los equipos. El efecto Pauli no debe confundirse con el principio de exclusión de Pauli, que es un tipo de fenómeno físico.

## Historia
Desde el siglo XX, los trabajos de investigación de la física se han dividido entre teóricos y experimentales (véase el método científico). Solo unos pocos físicos, como Fermi, han tenido éxito en ambos papeles. Al carecer de habilidad y experiencia en trabajos experimentales, muchos teóricos se han ganado una reputación de romper accidentalmente el equipo experimental. Pauli fue excepcional en este sentido: se dijo que era tan buen teórico que cualquier experimento se autodestruía, simplemente debido a su presencia. Por temor al efecto Pauli, se cuenta que el físico experimental alemán-americano Otto Stern prohibió a Pauli acercarse a su laboratorio, a pesar de su amistad.
Durante un incidente ocurrido en un laboratorio de física en la Universidad de Göttingen, un costoso dispositivo de medición, sin motivo aparente dejó de funcionar de repente. El jefe del grupo de investigación llegó a la conclusión de que habían sido víctimas del efecto Pauli, pero alguien respondió que Pauli estaba en ese momento en Zúrich, así que no era posible que fuese por él. Sin embargo, cuando contaron la historia a Pauli, éste recordó que en ese momento estaba en Göttingen en una estación de ferrocarril a la espera de tomar un tren. Este incidente fue relatado magistralmente por George Gamow en su libro Biografía de la Física: 

«Un hecho totalmente enigmático, que en un principio no parecía estar conectado para nada con la presencia de Pauli, ocurrió cierta vez en el laboratorio del profesor J. Franck, en Göttingen.

 
Una tarde, apenas comenzadas las tareas, un complicado aparato destinado al estudio de los fenómenos atómicos se estropeó totalmente, sin razón aparente alguna. Pasado el mal rato, Franck escribió a propósito de esto una carta humorística a la casa de Pauli en Zürich, en la que le decía que en esta ocasión no era él el culpable. Tras cierto retraso, recibió una respuesta, pero el sobre mostraba estampillas de franqueo danesas. En ella Pauli le contaba que había ido a visitar a Bohr y que, más o menos a la hora del desastre en el laboratorio de Franck, su tren había estado detenido, por pocos minutos, en la estación de ferrocarril de Göttingen».

El efecto Pauli, en caso de ser real, sería clasificado como un fenómeno «macro-psicocinético». Wolfgang Pauli estaba convencido, según su biógrafo Enz, de que el efecto que lleva su nombre era real. Markus Fierz, un colega cercano, dijo que «Pauli cree ciertamente en la existencia de este efecto». Como Pauli consideraba la parapsicología como un campo de investigación serio, esto encajaría con su pensamiento científico. En febrero de 1950, cuando fue de visita a la Universidad de Princeton, el ciclotrón se incendió, y se preguntó a sí mismo si esta «travesura» pertenecería al misterioso efecto Pauli, que lleva su nombre.